# Kei car

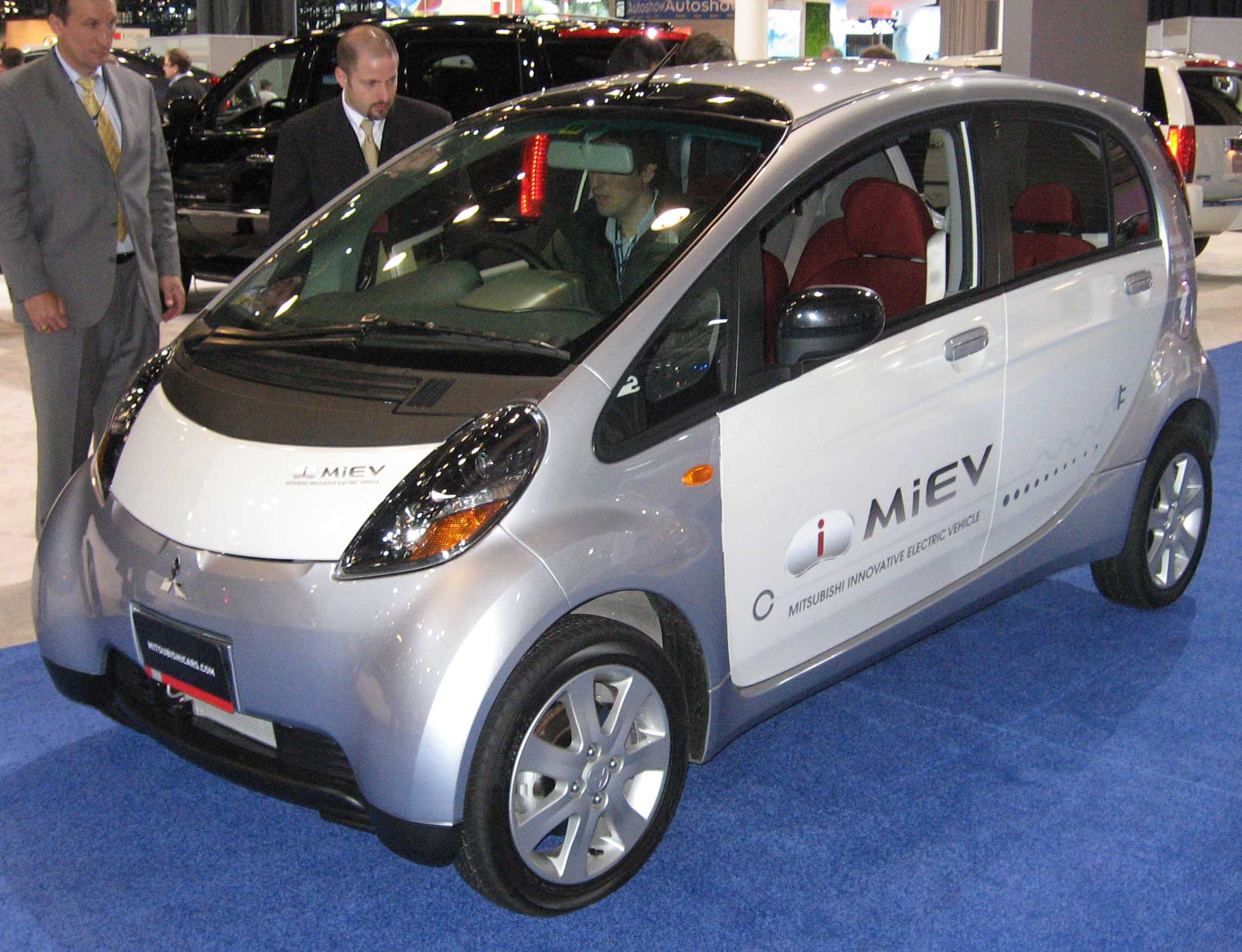
Mitsubishi MiEV

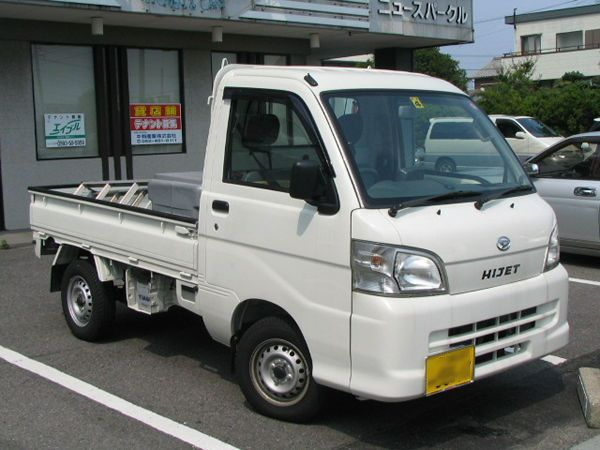
Daihatsu Hijet.

Kei car (K-car), também conhecido como keijidōsha (軽自動車 veículo a motor leve), é uma categoria japonesa de modelos de porte mini que gozam de vantagens tributárias e securitárias.
Esse tipo de categoria de carros surgiu após a Segunda Guerra Mundial como um incentivo do governo para reconstruir a indústria automobilística do país, e perdura até os dias de hoje, com algumas modificações ao longo do tempo.
Apesar de serem carros designados principalmente para pessoas de baixa renda, atualmente esses carros se dividem em vários segmentos como hatches, monovolumes, utilitários, etc. Muito desses carros possuem recentes inovações tecnológicas como câmbio automático (geralmente CVT), tração dianteira, traseira e nas quatro rodas, GPS, e bons resultados em crash tests.

## História

### 360cc (1949 — 1975)

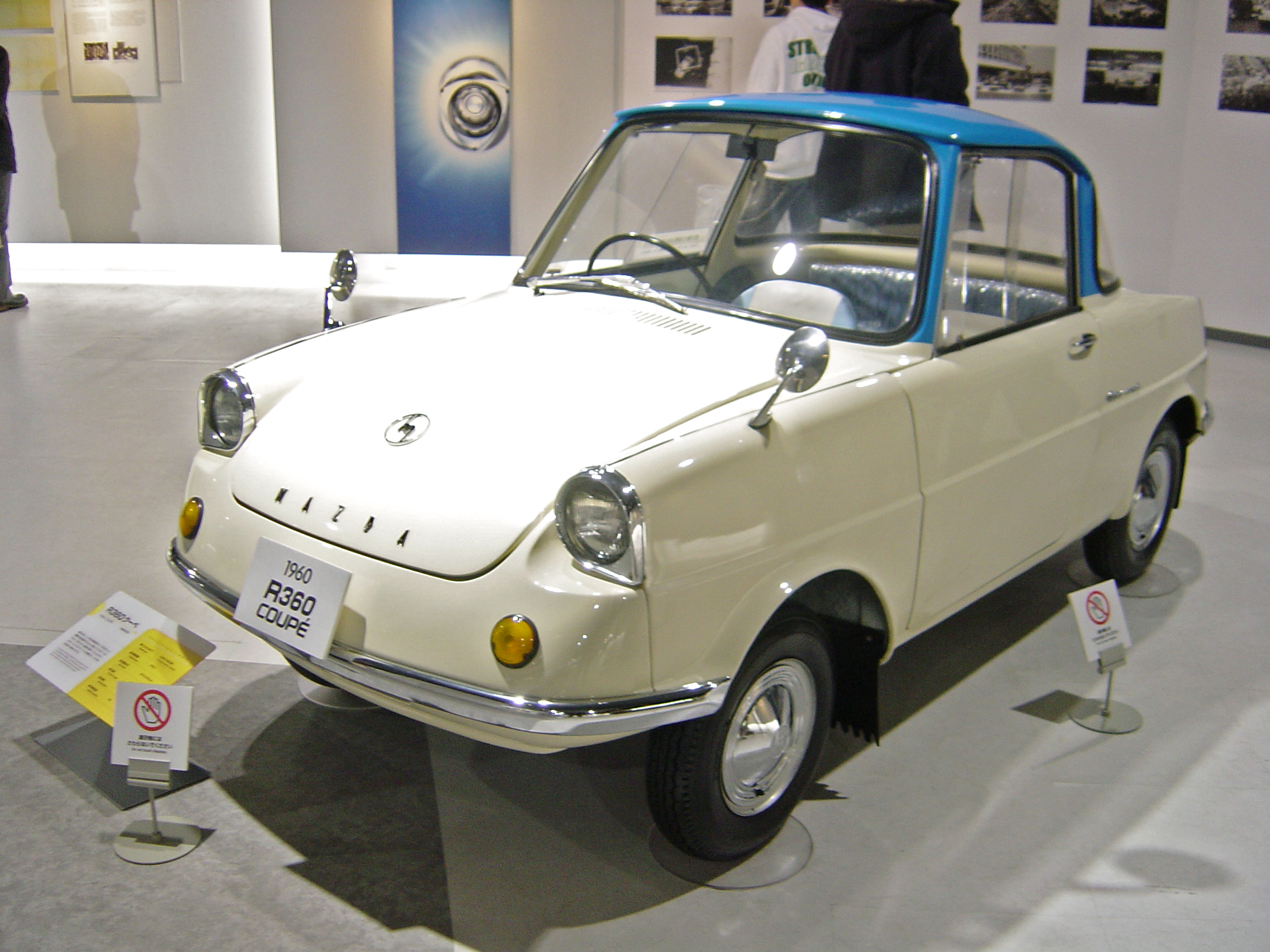
Mazda R360 (1960)

Esse padrão é originário do final da Segunda guerra mundial, quando muitos japoneses não podiam pagar por um carro, porém tinha dinheiro suficiente para comprar uma moto. Para promover o crescimento da indústria automotiva, bem como para oferecer um método de entrega alternativo para pequenas empresas e proprietários de lojas, foram criados os kei car. Originalmente limitado a apenas 150 cc (100 cc para motores de dois tempos) em 1949, as dimensões e o volume de deslocamento dos motores foram gradualmente aumentados (em 1950, 1951, e 1955) para instigar as fabricantes de automóveis à produzir kei cars. Com as mudanças de 1955, que elevou a cilindrada máxima para 360 cc para motores de dois tempos, assim como de motores quatro tempos, a classe começou a se popularizar com carros da Suzuki (Suzulight) e o Subaru 360 (o primeiro kei car produzido em massa), finalmente capaz de satisfazer a necessidade de transporte básico  das pessoas, sem que estes fossem financeiramente muito comprometidos. Em 1955, o Ministério do Comércio Internacional e Indústria japonês definiu metas para desenvolver um "carro nacional" que deveria ser maior do que os kei cars produzidos na época. Estas metas influenciaram os fabricantes de automóveis japoneses a determinar a melhor forma de concentrar seus esforços de desenvolvimento para os kei cars, e para o "carro nacional". As pequenas dimensões exteriores e deslocamento do motor refletiam a forma de condução no Japão, como os limites de velocidade no Japão, realisticamente, não excediam os 40 km/h (25 mph) em áreas urbanas.

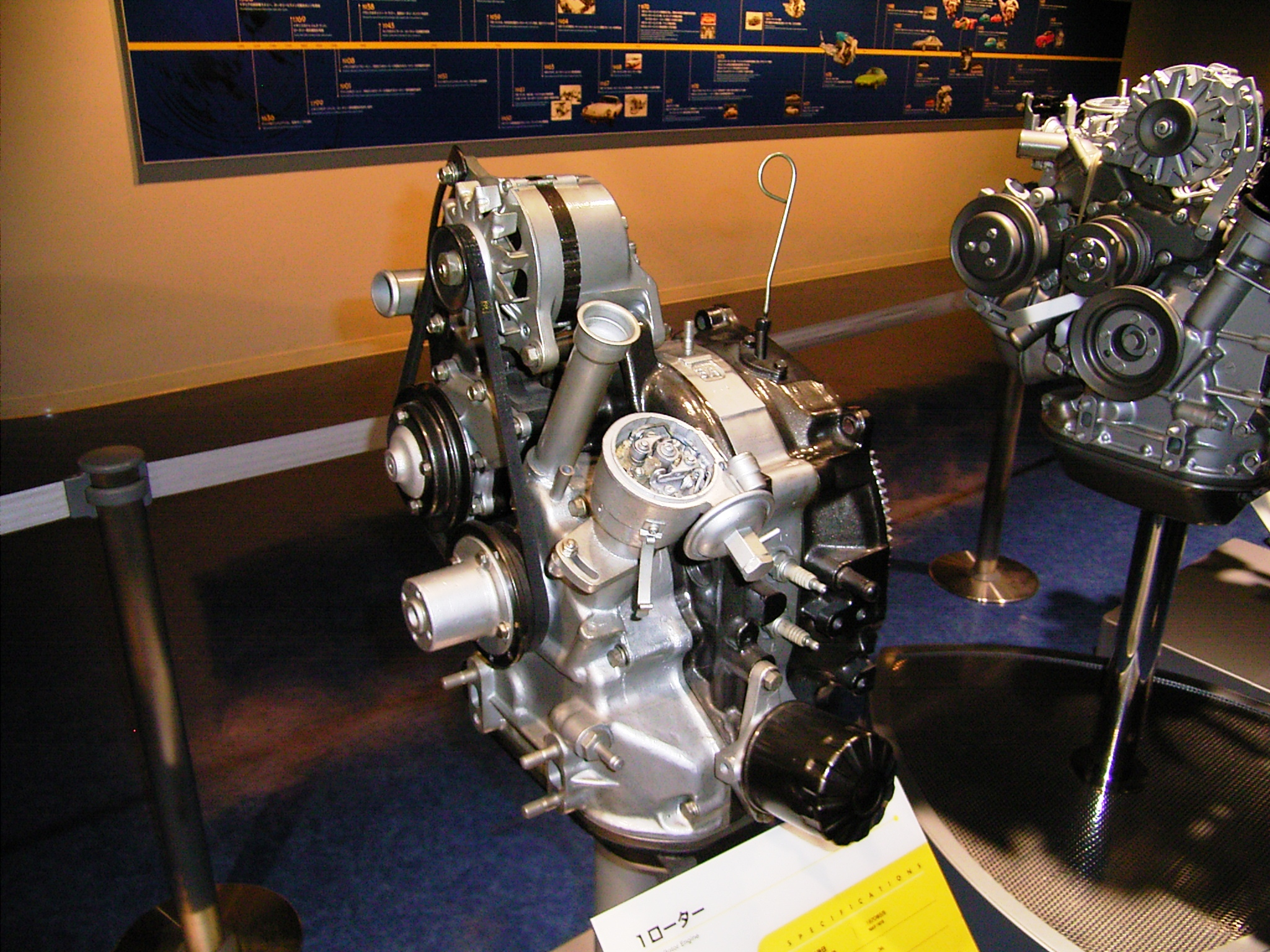
Motor rotativo 3A, originalmente destinado para o Mazda Chantez

A classe passou então por um período de crescente sofisticação, com a adoção de câmbio automático — a primeira aparição nesse tipo de veiculo foi no Honda N360 em Agosto de 1968. Discos de freio dianteiros começaram a ser equipados em uma grande quantidade de kei cars esportivos, começando pelo Honda Z GS em Janeiro de 1970. A potência também
continuou subindo, atingindo a marca de 40 cv (29 kW) no Daihatsu Fellow Max SS em julho de 1970. As vendas aumentaram exponencialmente, alcançando a marca de 750,000 unidades vendidas em 1970. Porém ao longo da década de 1970, o governo começou a reduzir os benefícios oferecidos à veículos kei, que combinado com padrões de emissões cada vez mais rigorosos, reduziram drasticamente as vendas durante a primeira metade da década. Honda e Mazda retiraram-se do mercado (que estava encolhendo) de kei car de passageiros, em 1974 e 1976, respectivamente, embora ambos mantivessem uma oferta limitada de veículos comerciais.

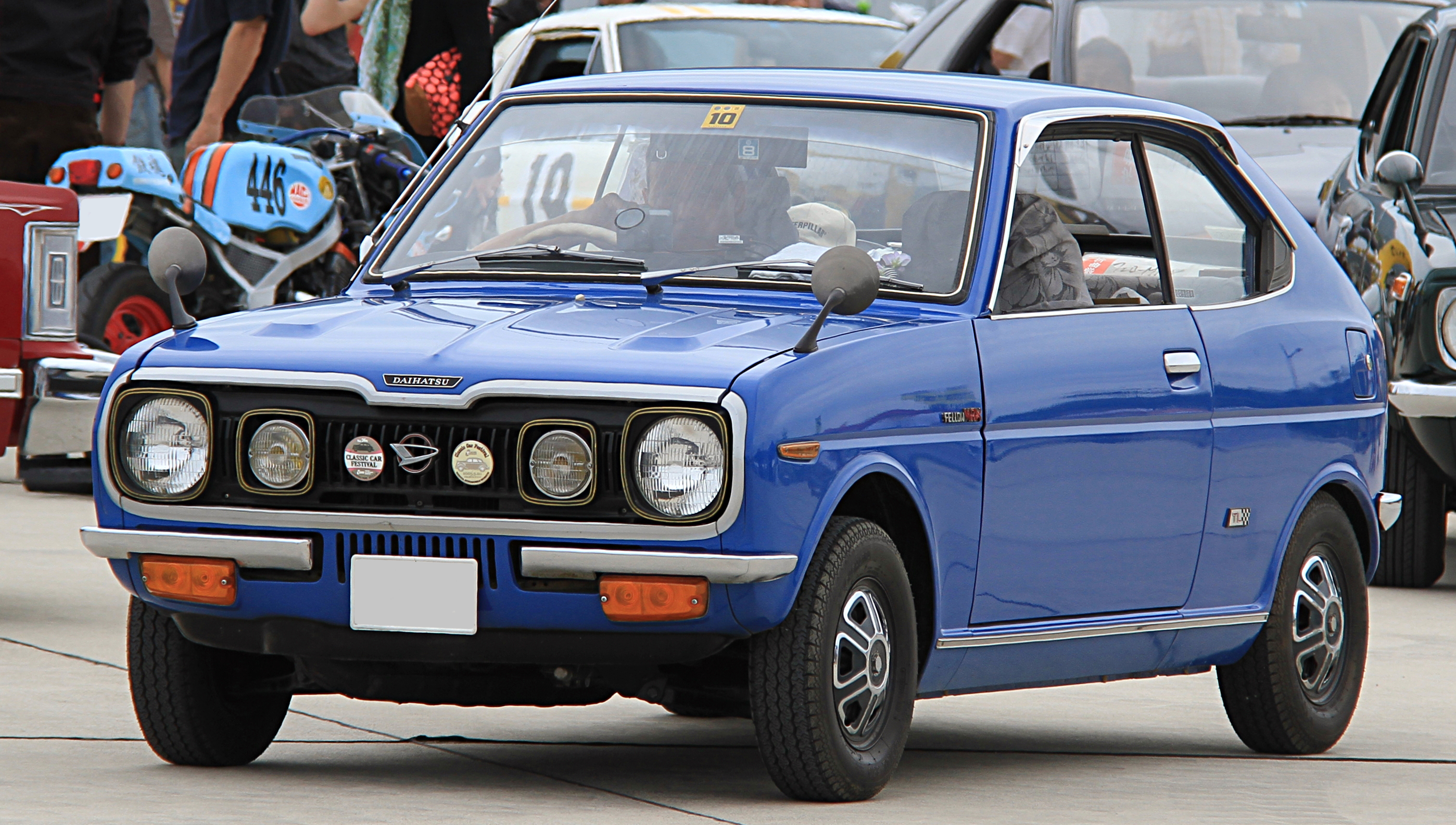
Daihatsu Fellow Max.

Até 31 de Dezembro de 1974, os kei cars utilizavam placas de identificação menores do que os automóveis normais (230 × 125 mm). A partir de 1975, eles receberam as placas de tamanho médio (330 × 165 mm). Para separá-los dos carros de tamanho normal (não kei), as placas eram agora amarelas e pretas em vez de brancas e verdes.

### 550cc (1976 — 1990)

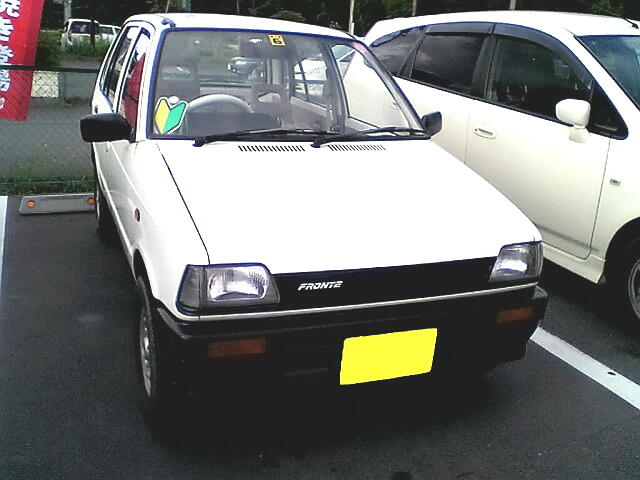
Suzuki Fronte 1986

As vendas tinham entrado fortemente em declínio, alcançando a marca de 150.000 carros de passageiro em 1975, 80% a menos do que as vendas 1970. Muitos estavam começando a duvidar da continuidade da existência dos kei cars, principalmente por causa da decisão de Honda e Mazda de se retirar do mercado em meados dos anos 70.
As normas de emissões, ainda mais rigorosas, que deveriam ser introduzidas em 1975 como parte de um programa escalonado de limpeza do ar, revelaram-se problemáticas para os fabricantes de kei cars. Isso foi particularmente difícil para a Daihatsu e a Suzuki, que trabalhavam essencialmente com motores de dois tempos. A Suzuki, até então pequena, estava enfrentando grandes dificuldades, pois toda a sua produção consistia apenas em veículos dois tempos. A Daihatsu, contudo, tinha tanto o apoio de engenharia e conexões poderosas de seu grande proprietário, a Toyota, para ajudá-los a cumprir as novas exigências. Todos os fabricantes de veículos do tipo kei estavam clamando para que as regulamentações de dimensões fossem relaxadas, alegando que os padrões de emissões não poderiam ser atendidos com um motor funcional de 360 cc (Embora o motor SEEC-T da Subaru que equipava o modelo Rex tenha provado que era possível). No final, o poder legislativo japonês , aumentou o comprimento em 200 mm e largura em 100 mm, o deslocamento do motor também aumentou, passando para 550 cc. O novo padrão foi anunciado em 26 de Agosto de 1975, deixando pouquíssimo tempo para que os fabricantes atualizem seus produto, todas as mudanças entraram em vigor em 01 de Janeiro de 1976.

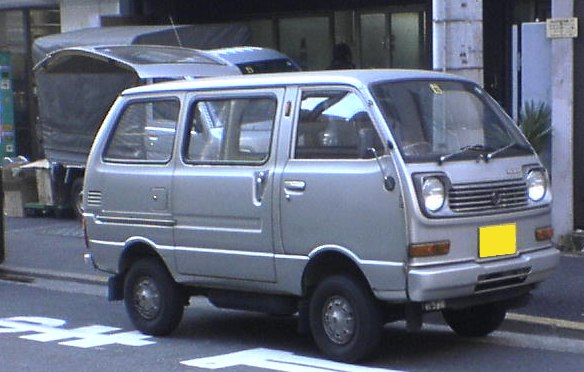
Daihatsu Hijet S40 microvan

A maioria dos fabricantes ficaram um pouco surpresos com a decisão. Porém eles já esperavam um limite de 500 cc, e já tinham desenvolvido novos motores para se ajustarem à tais restrições. Estes novos motores foram rapidamente introduzidos, montados normalmente dentro de carrocerias alargadas de modelos já existentes. Estas versões provisórias (com deslocamentos variando entre 443 e 490cc) eram "amostras", desenvolvidas para ver se realmente continuava existindo um mercado para os kei cars. Conforme as vendas melhoraram, eles foram logo substituído, em geral só duraram por um "ano/modelo" (isso significa, por exemplo, que se o veiculo foi fabricado em 1976 como modelo 1977, ele era 1976/1977 e ao fim desse ano ele saíra de linha) ou até que os fabricantes tivessem tempo de desenvolver motores de "tamanho normal". Apenas a Daihatsu conseguiu evitar o desenvolvimento de versões de transição de motores que não aproveitassem plenamente os novos regulamentos. As vendas de Kei car permaneceram estagnadas, no entanto as vendas combinadas de veículos de passageiros e comerciais do tipo kei, atingiram a marca de 700.000 unidades vendidas pela primeira vez desde 1974, os carros pequenos continuaram perdendo participação de mercado (um mercado que estava em crescimento acelerado).
Como os veículos se tornaram melhores e mais eficientes, outro benefício apareceram, assim como o numero de exportações também aumentou consideravelmente. As vendas de exportação aumentaram principalmente no setor comercial, em particular o setor de caminhões, enquanto as exportações de automóveis de passageiros do tipo "kei" aumentaram em um ritmo mais lento. Em 1976, as exportações de veículos do tipo "kei" foram 74.633 unidades (aumento de 171% em relação ao ano anterior), apesar das exportações de "kei cars" terem reduzido. Em 1980, outro ano com as exportações recorde, com um aumento de 80.3% (94.301 unidades vendidas) em relação ao ano anterior, das quais 77,6% eram caminhões compactos. Quase 17% das exportações foram para a Europa, já o Chile, importou quase um quarto dos keis exportados. Em uma economia tão difícil, os carros econômicos venderam bem e em 1981 marcou um outro ano glorioso para a venda dos microcarros japoneses, conseguindo superar o record de vendas de 1970 (com em 1.229.809 unidades vendidas, entre carros e veículos comerciais). A medida que os anos 80 progrediam, os kei cars se tornaram cada vez mais refinados, perdendo suas origens utilitaristas à medida que os clientes japoneses ficavam cada vez mais exigentes. Todos os tipos de melhorias técnicas foram implantadas neles, elas incluíam ar condicionado entre outras que partiam de tração nas quatro rodas à turbocompressores.

### 660cc (1990 — Presente)

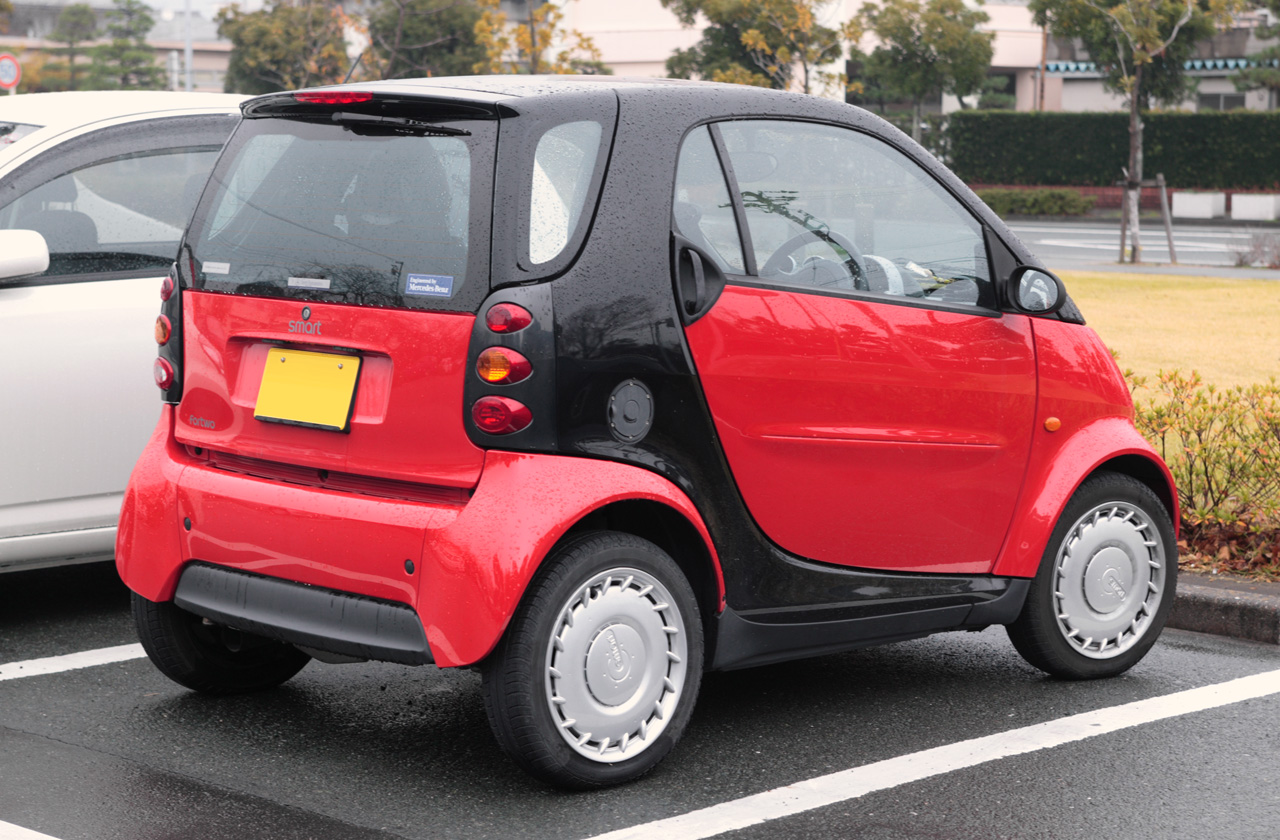
Smart K

Em Março de 1990, novas alterações para o padrão dos kei car foram anunciadas. O deslocamento máximo do motor recebeu um aumento de 110 cc (passando agora para 660 cc), além disso o regulamento passou a permitir carrocerias ligeiramente maiores para esse veículos, agora sendo permitido 100 mm a mais no comprimento e na largura. Essas mudanças ocorreram num momento em que a economia japonesa estava crescendo rapidamente, então todos os fabricantes rapidamente desenvolveram novos modelos para usufruir dos novos limites da regulamentação. O único modelo de 550 cc que continuou disponível por um tempo foi o Mitsubishi Minica Dangan, que só foi atualizado cinco meses depois. Como resposta a uma potência cada vez maior desenvolvidas por esse motores, um limite de potência de 64 cv (47 kW) também foi posto — as razões para esse numero ter sido escolhido são desconhecidas.
A regulação de potência foi sugerida para lidar com os veículos equipados com turbocompressores ou supercompressores, uma alternativa adotada durante o final da década de 1980 para lidar com a falta de potência e torque. No entanto, a instalação de turbo e supercompressores trouxerem outros benefícios, como o aumento da eficiência dos motores, e por conseguinte a economia combustível aumentou, reduzindo assim as emissões de poluentes, que são fiscalizados rigorosamente. Além de que a instalação de turbos e supercompressores fez os veículos muito mais rápidos e ágeis em relação ao seu tamanho. A tecnologia desse motores são geralmente compartilhadas com motos esportivas, que são projetadas para o prazer do piloto, e a economia de combustível.

## Produtores de Kei car

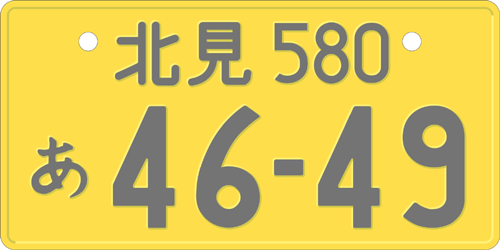
No Japão, os kei-cars são identificados pelas placas amarelas.

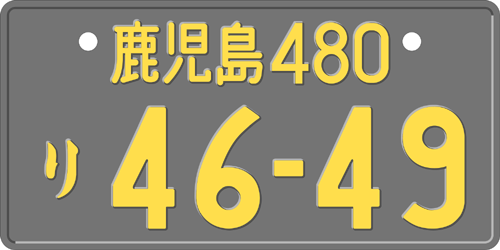
Placa de veículos Comerciais kei

Quase que a totalidade dos kei cars são oriundos de marcas japonesas, mesmo que alguns deles sejam fabricados em outros países, apesar da tentativas de várias marcas estrangeiras quase nenhuma delas conseguiu ter uma boa aceitação do mercado, atualmente as marcas que fabricam kei cars no Japão são as seguintes:
- Daihatsu
- Honda
- Mazda
- Mitsubishi
- Nissan
- Smart (única montadora não-japonesa)
- Subaru
- Suzuki

## Histórico das regulamentações
| Data                  | Comprimento máximo     | Largura máxima         | Altura máxima       | Deslocamento máximo | Deslocamento máximo | Potência máxima |
| Data                  | Comprimento máximo     | Largura máxima         | Altura máxima       | Quatro tempos       | Dois tempos         | Potência máxima |
| --------------------- | ---------------------- | ---------------------- | ------------------- | ------------------- | ------------------- | --------------- |
| 08 de Julho de 1949   | 2,8 metros (9,186 pé)  | 1 metro (3,281 pé)     | 2 metros (6,562 pé) | 150 cc              | 100 cc              | —               |
| 26 de Julho de 1950   | 3 metros (9,843 pé)    | 1,3 metros (4,265 pé)  | 2 metros (6,562 pé) | 300 cc              | 200 cc              | —               |
| 16 de Agosto de 1951  | 3 metros (9,843 pé)    | 1,3 metros (4,265 pé)  | 2 metros (6,562 pé) | 360 cc              | 240 cc              | —               |
| 04 de Abril de 1955   | 3 metros (9,843 pé)    | 1,3 metros (4,265 pé)  | 2 metros (6,562 pé) | 360 cc              | 360 cc              | —               |
| 01 de Janeiro de 1976 | 3,2 metros (10,499 pé) | 1,4 m (4,59 ft)        | 2 metros (6,562 pé) | 550 cc              | 550 cc              | —               |
| 01 de Março de 1990   | 3,3 metros (10,827 pé) | 1,4 m (4,59 ft)        | 2 metros (6,562 pé) | 660 cc              | 660 cc              | 47 kW (64 cv)   |
| 01 de Outubro de 1998 | 3,4 metros (11,155 pé) | 1,48 metros (4,856 pé) | 2 metros (6,562 pé) | 660 cc              | 660 cc              | 47 kW (64 cv)   |
| [ 11 ] [ 12 ]         |                        |                        |                     |                     |                     |                 |

## Galeria

### Classicos
Após a Segunda guerra mundial, o kei car foi lançado ao grande público. Os engenheiros da antiga Nakajima Aircraft Company desenvolveram o primeiro kei car de sucesso, o Subaru 360.

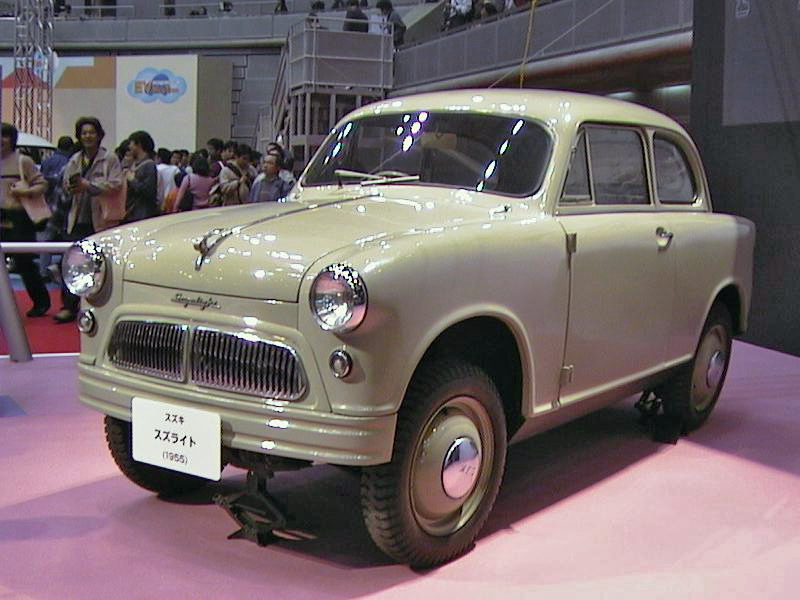
Suzuki Suzulight (1955)
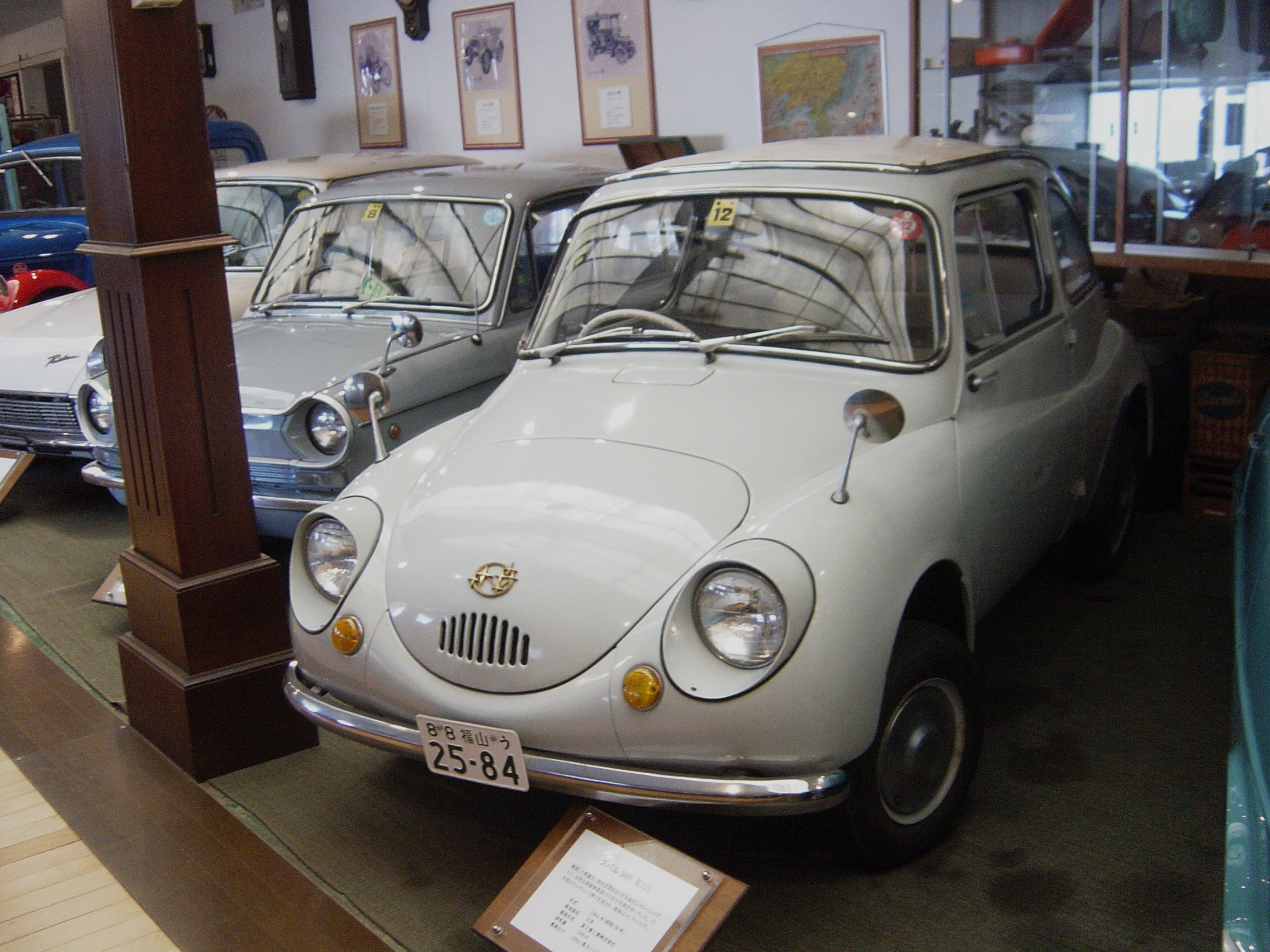
Subaru 360 (1958)
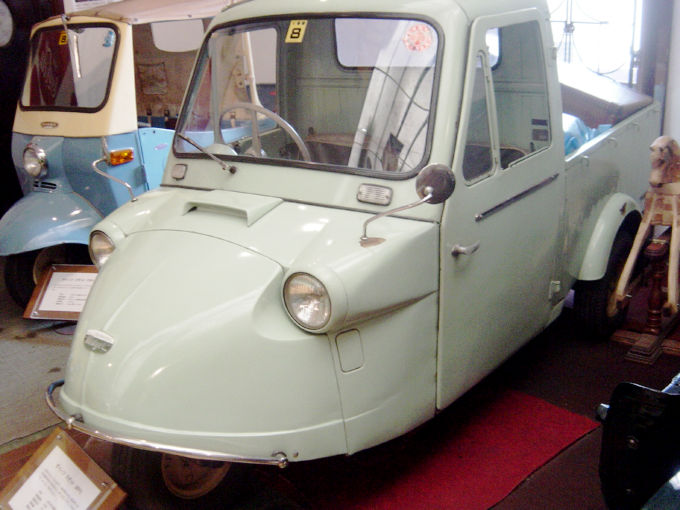
Daihatsu Midget MP (1959)
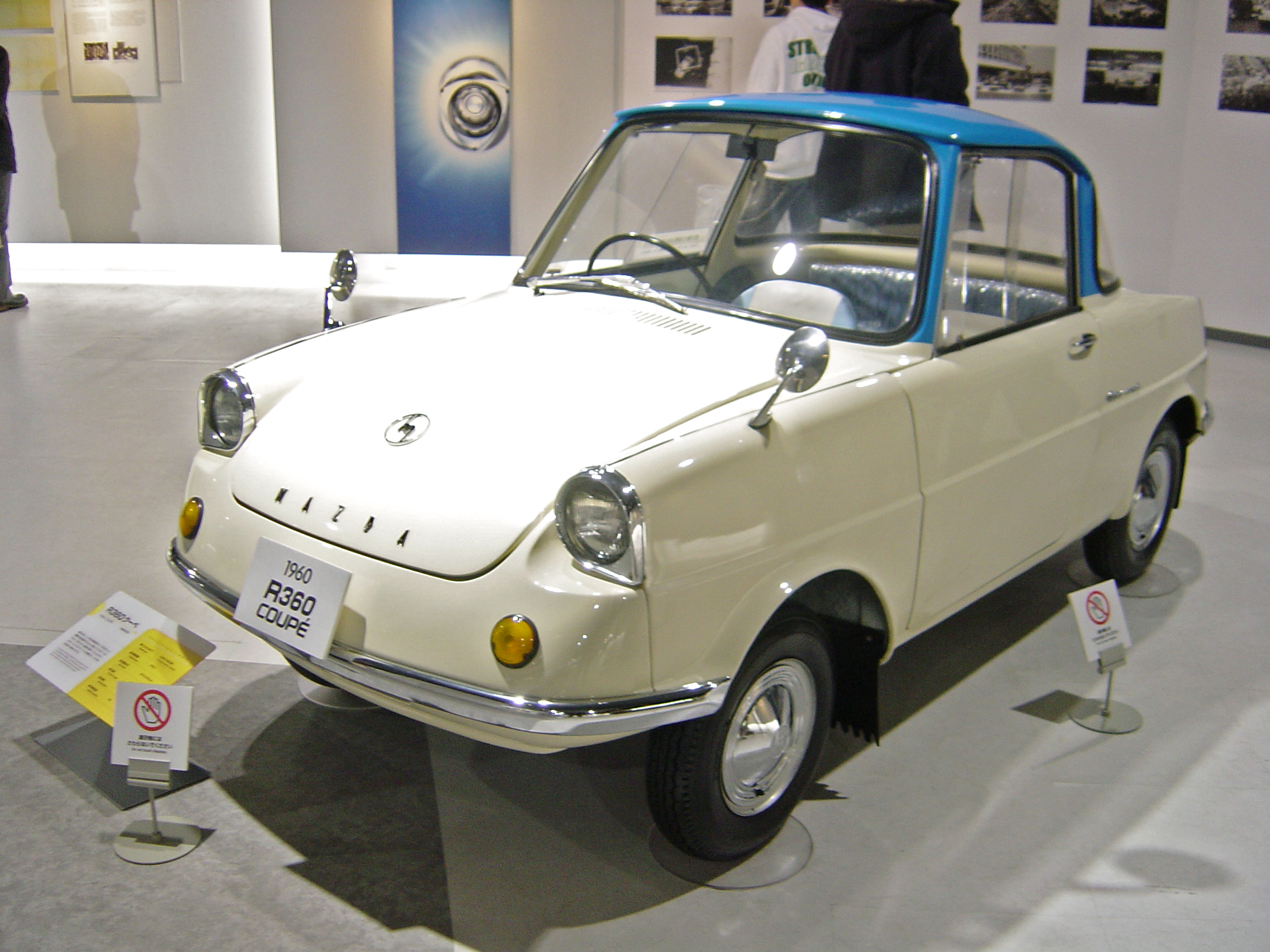
Mazda R360 (1960)
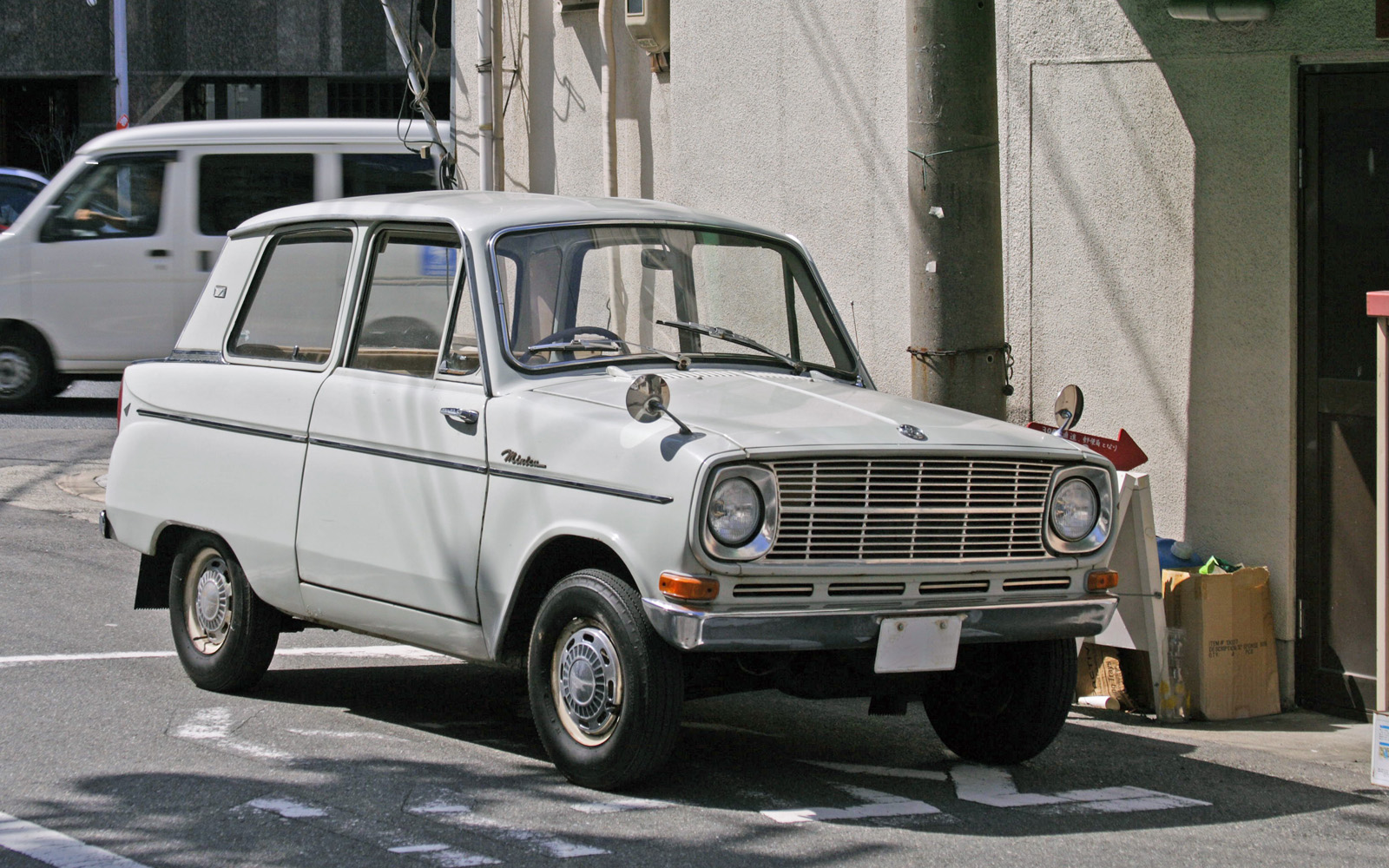
Mitsubishi Minica (1962)
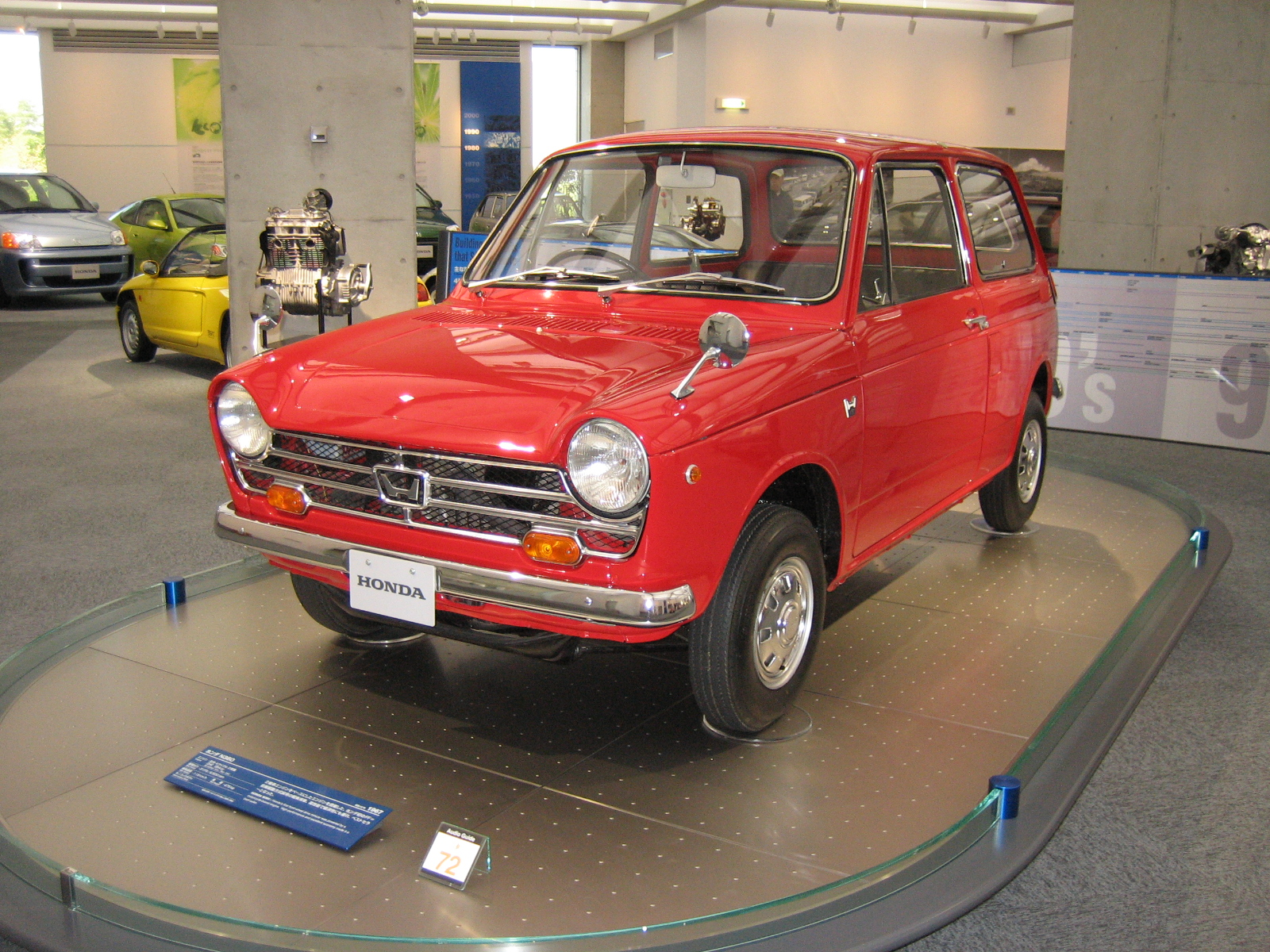
Honda N360 (1967)

### Esportivos
Os  kei car esportivos surgiram após "a explosão da bolha econômica" no final da década de 1980, Embora algumas versões esportivas como o Fronte Coupé, Honda Z e Minica Skipper apareceram no inicio da década de 1970. Fabricantes japoneses tem introduzidos novos carros esportivos neste segmento, como o Honda S660 e o Daihatsu Copen.

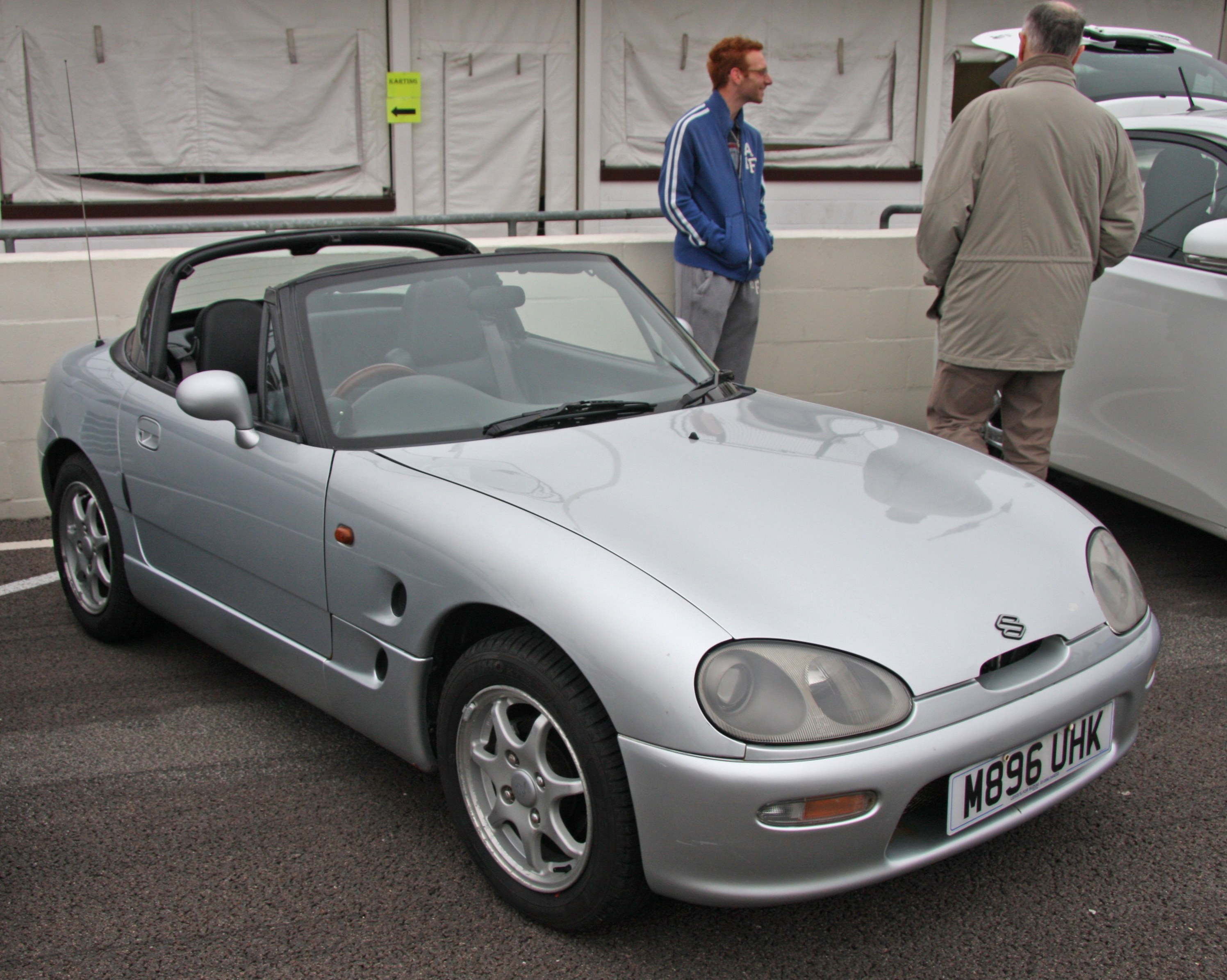
Suzuki Cappuccino (1991—1998)
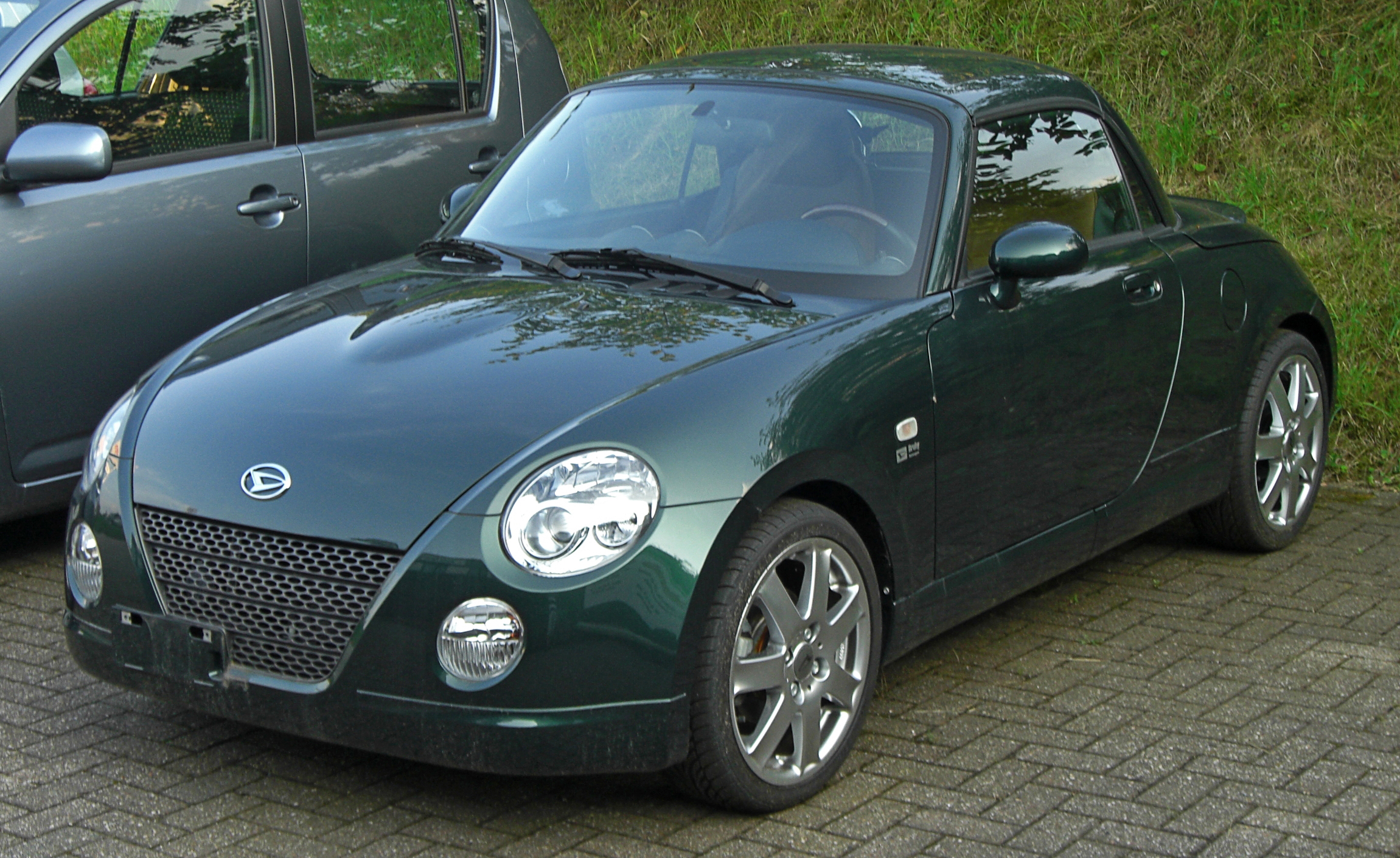
Daihatsu Copen (2002—2012)
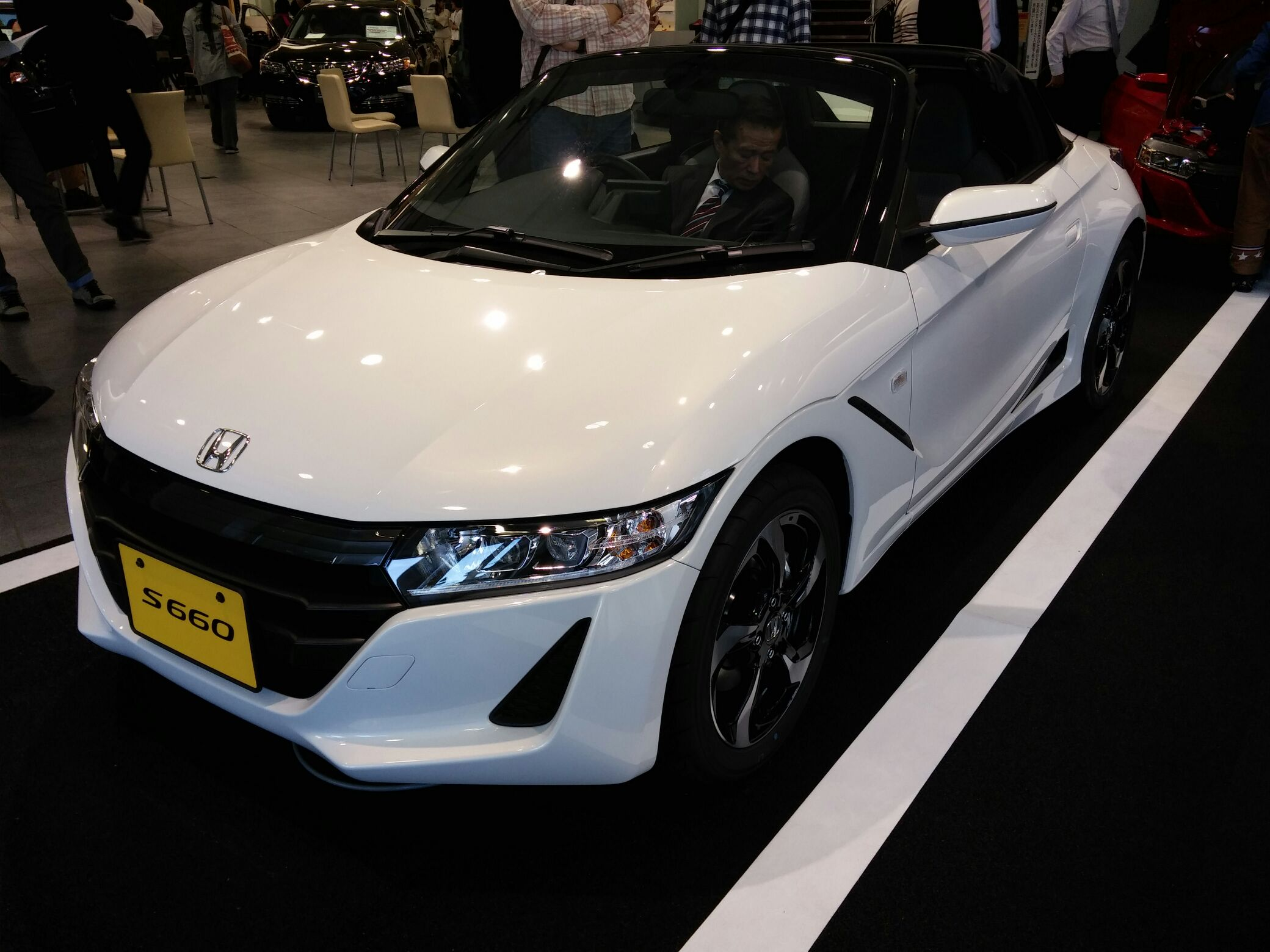
Honda S660 (2015—)
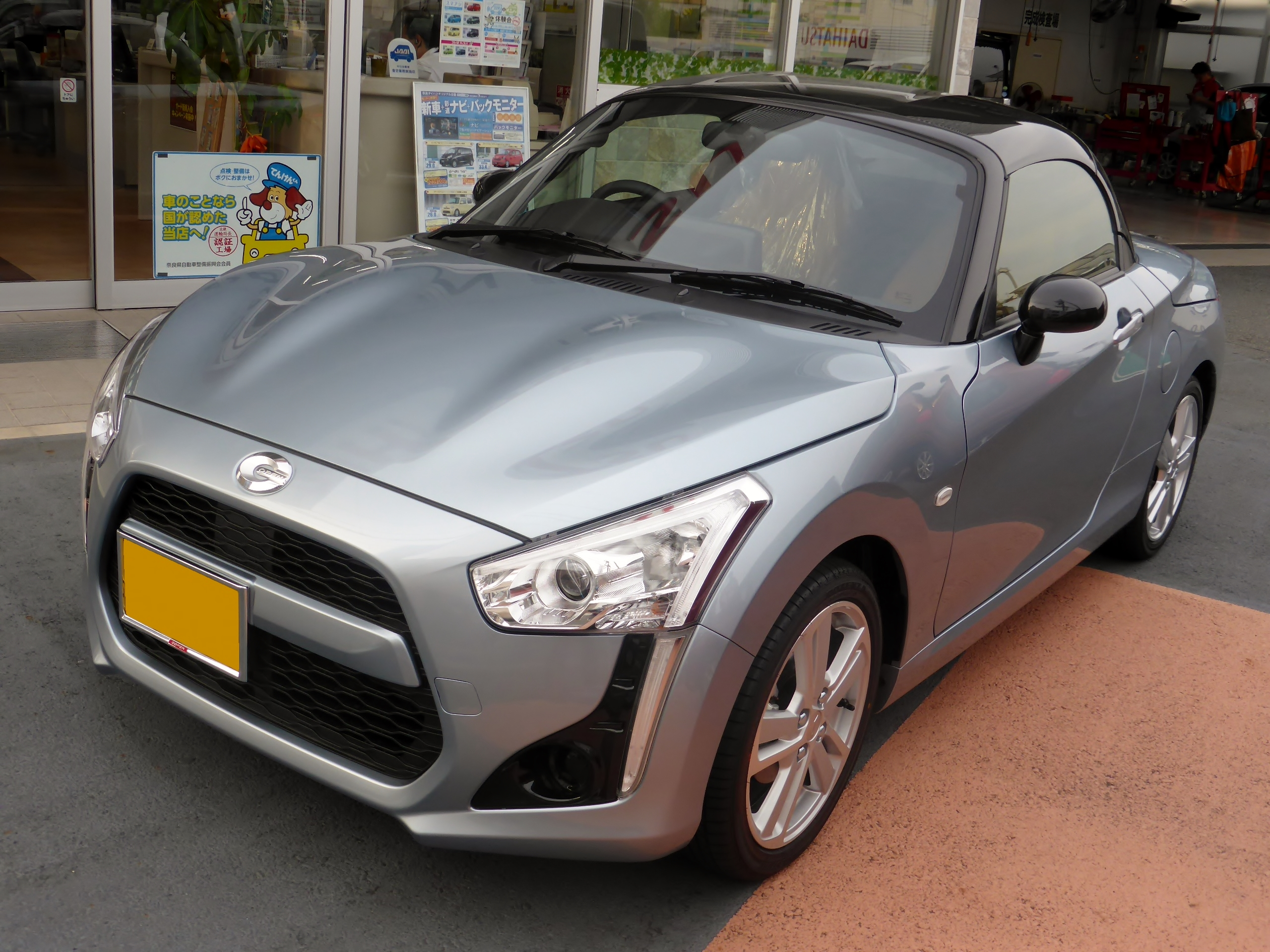
Daihatsu Copen Robe (2014—Presente)
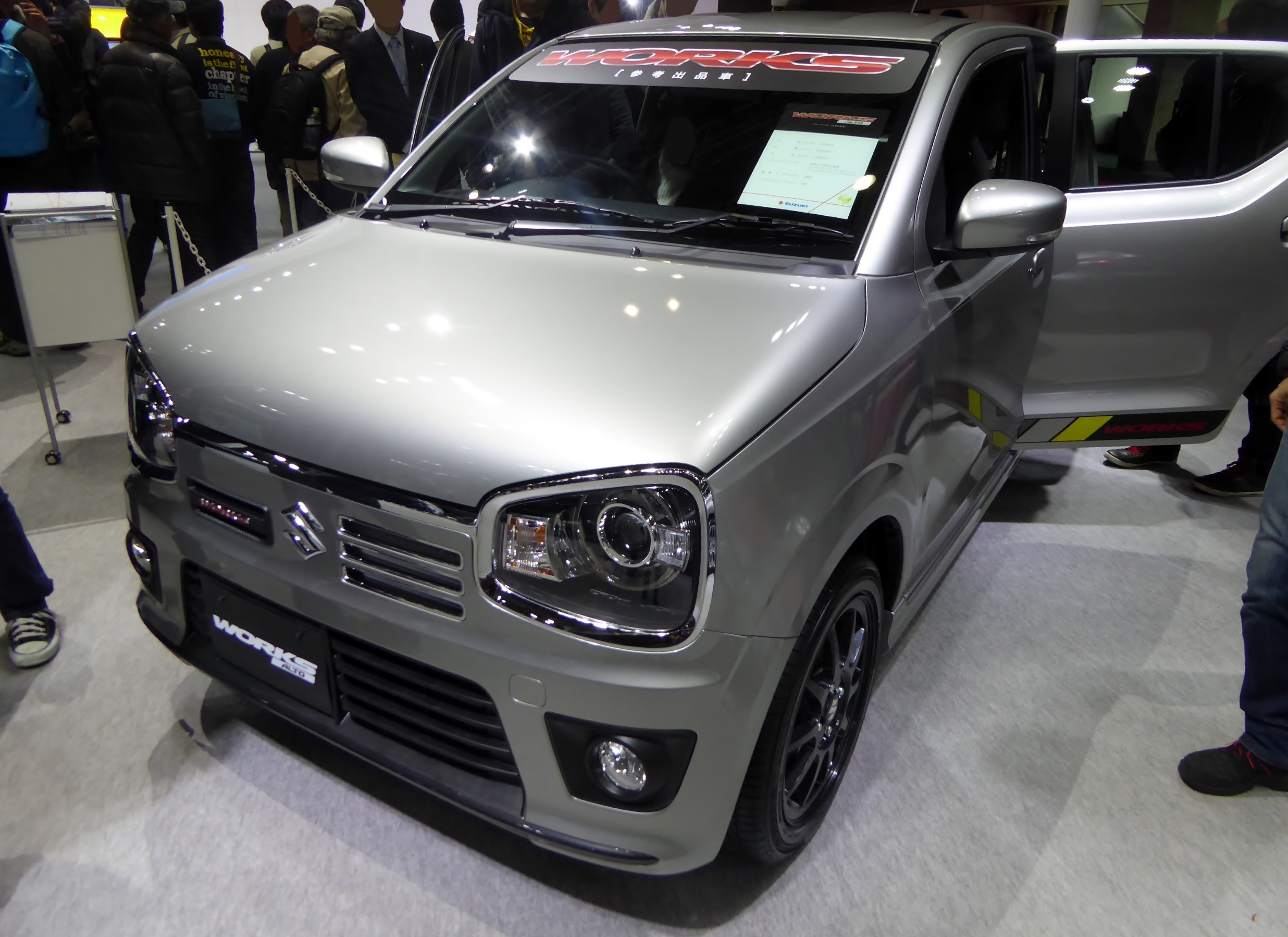
Suzuki Alto Works (1987-2000, 2015—)
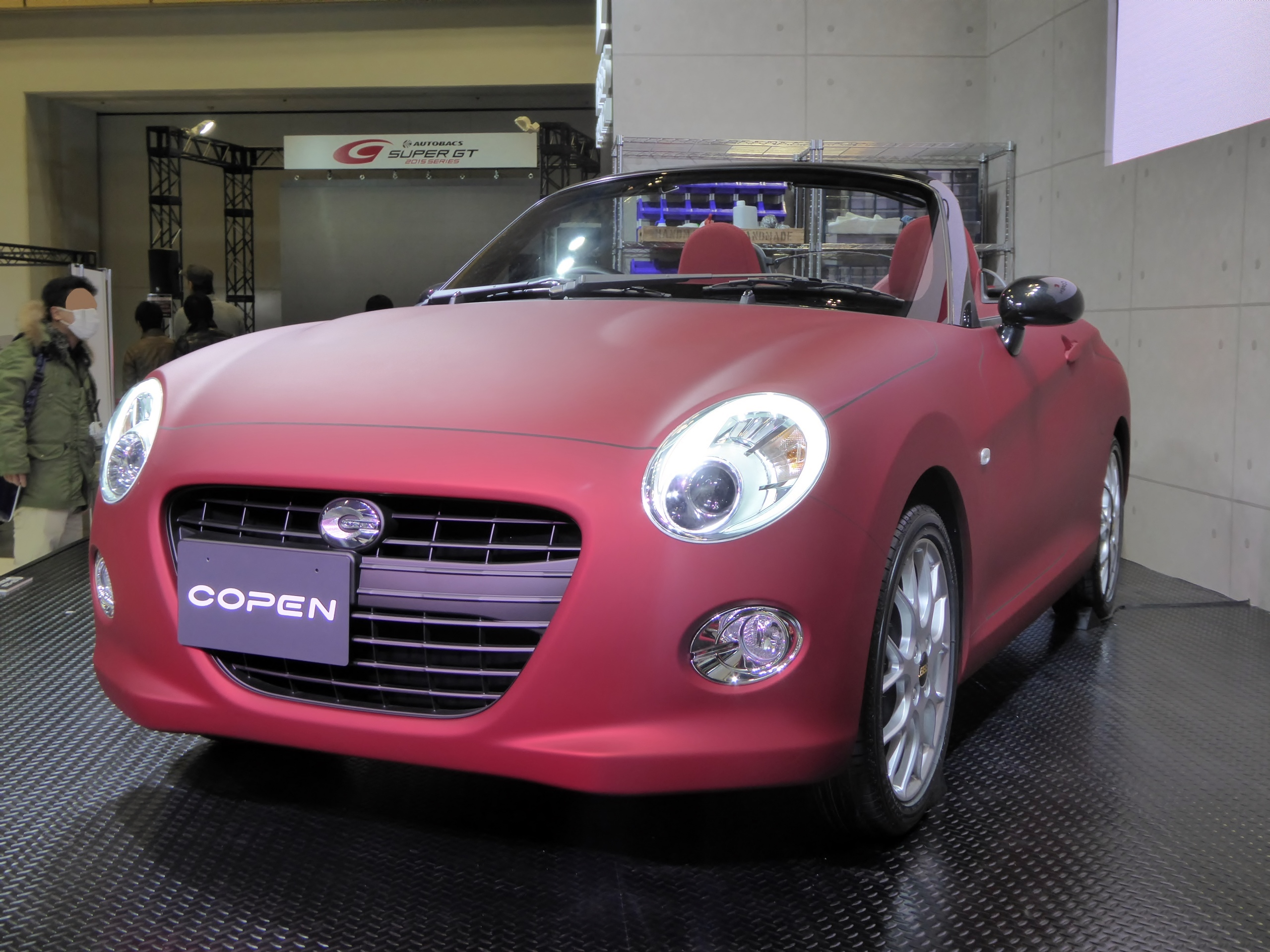
Daihatsu Copen Cero (2015—Presente)

### Atuais
A capacidade do motor foi expandida para 660 cc em 1990, para melhorar o desempenho de alta velocidade e o lidar com o aumento do peso dos novos equipamentos de segurança. Com regulamentos de segurança cada vez mais rigorosos, a precisou ficar carroceria mais larga. A maioria dos veículos vendidos atualmente são construídos seguindo a linha de design "tall boy" ou "tall wagon", que são hatchback monovolume, quatro portas, e com o teto elevado.

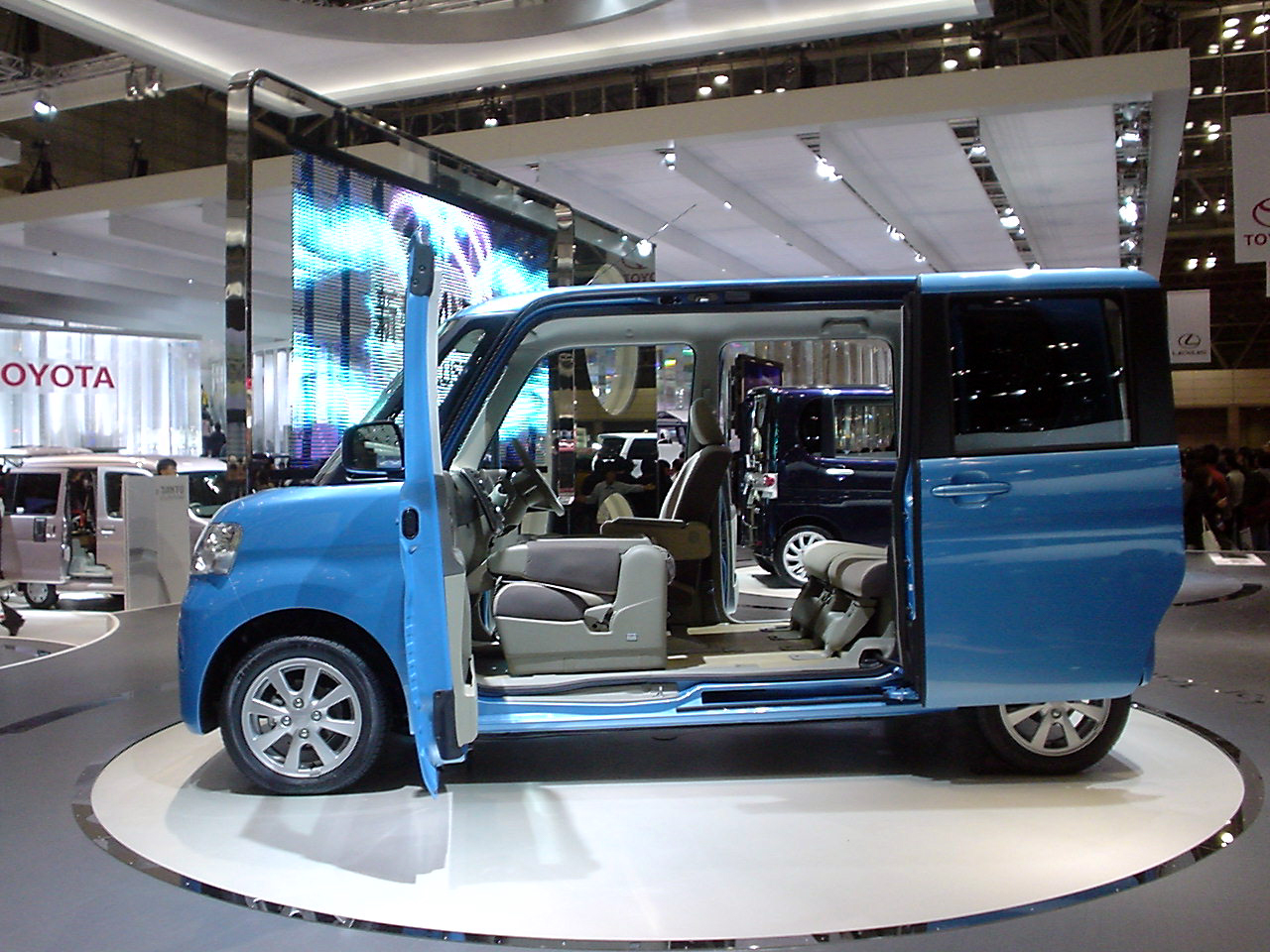
Daihatsu Tanto
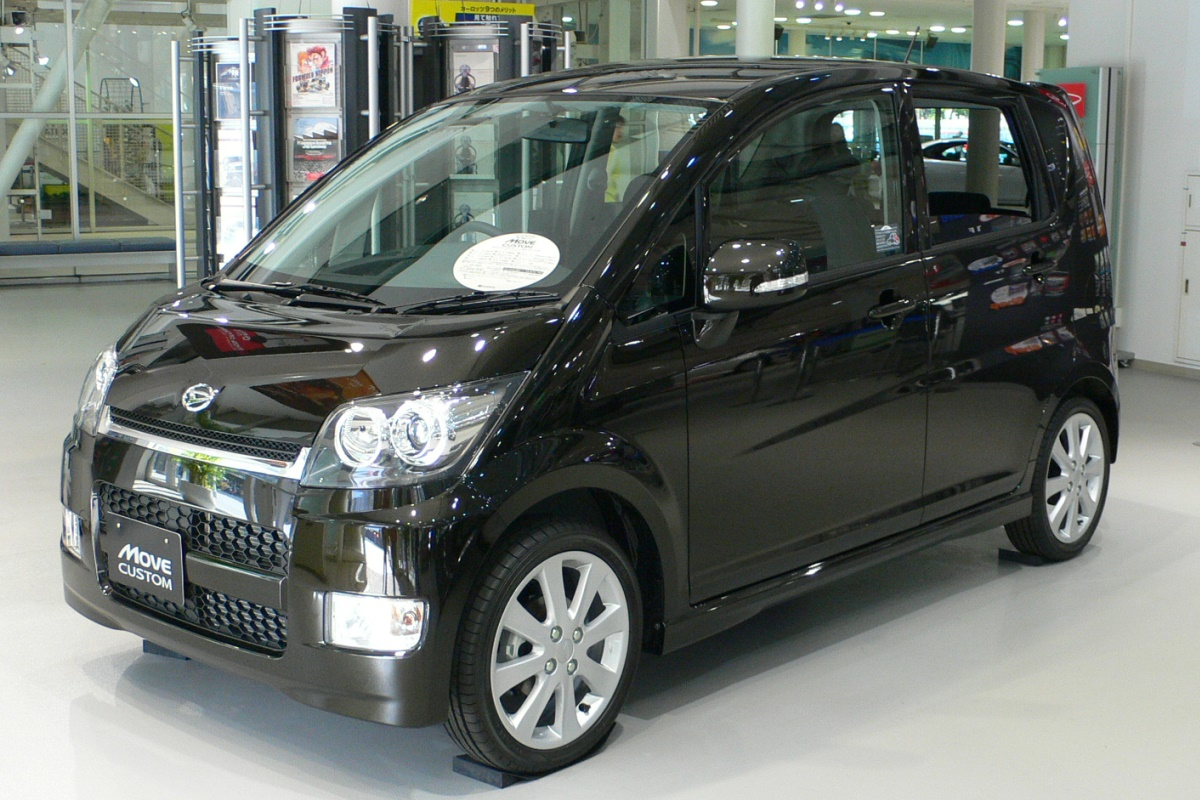
Daihatsu Move-Custom
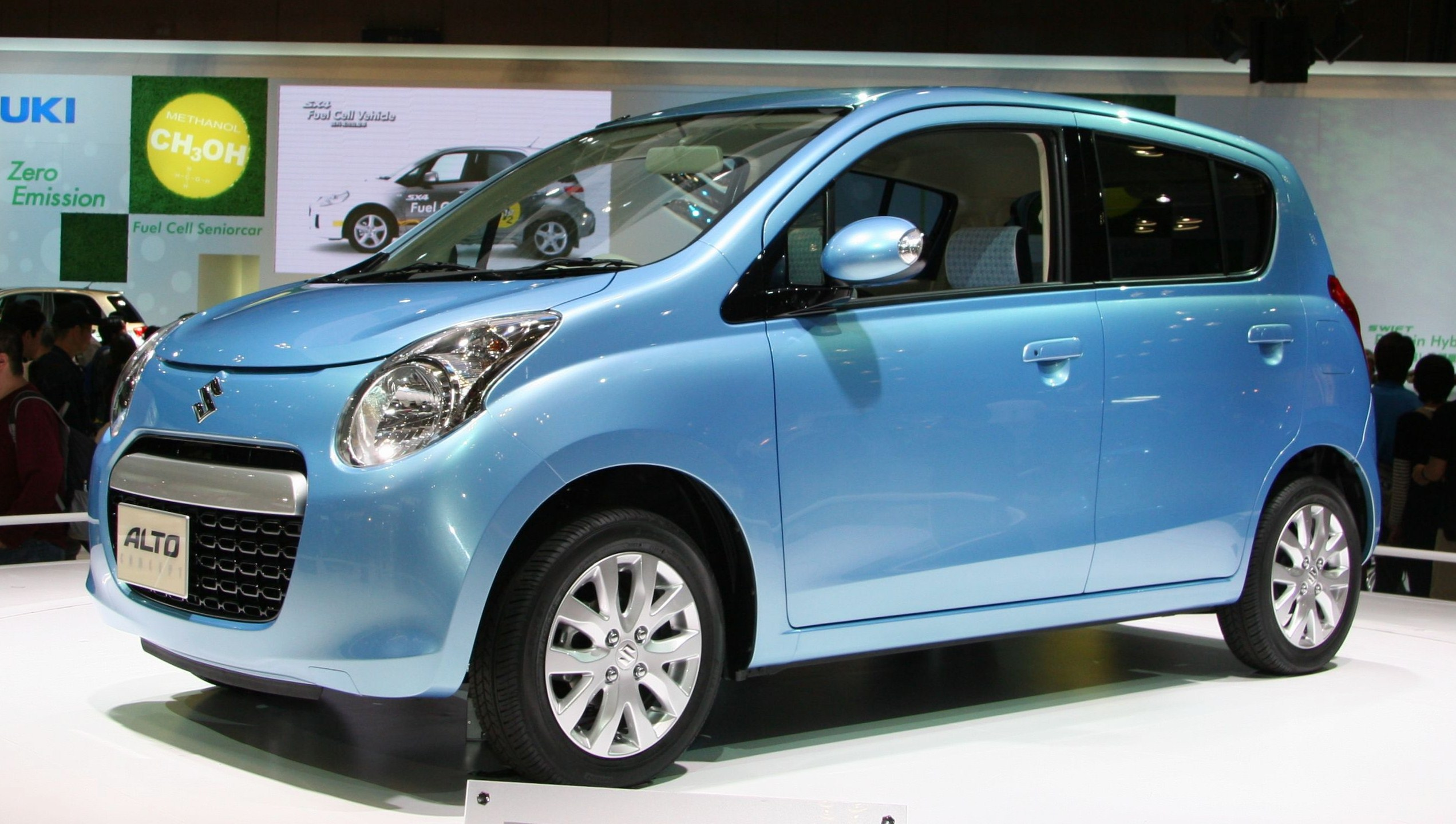
Suzuki Alto
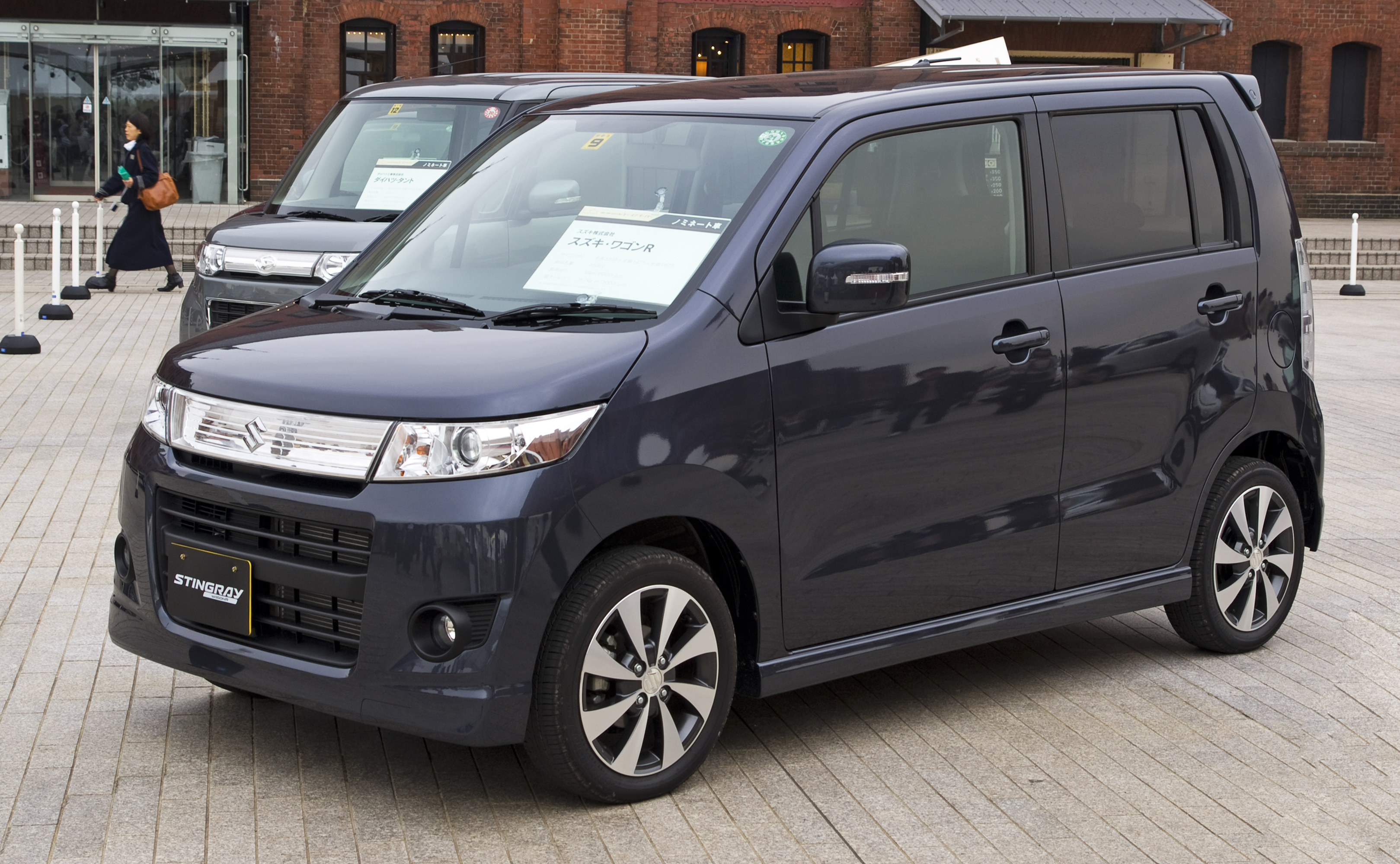
Suzuki Wagon-R Stingray
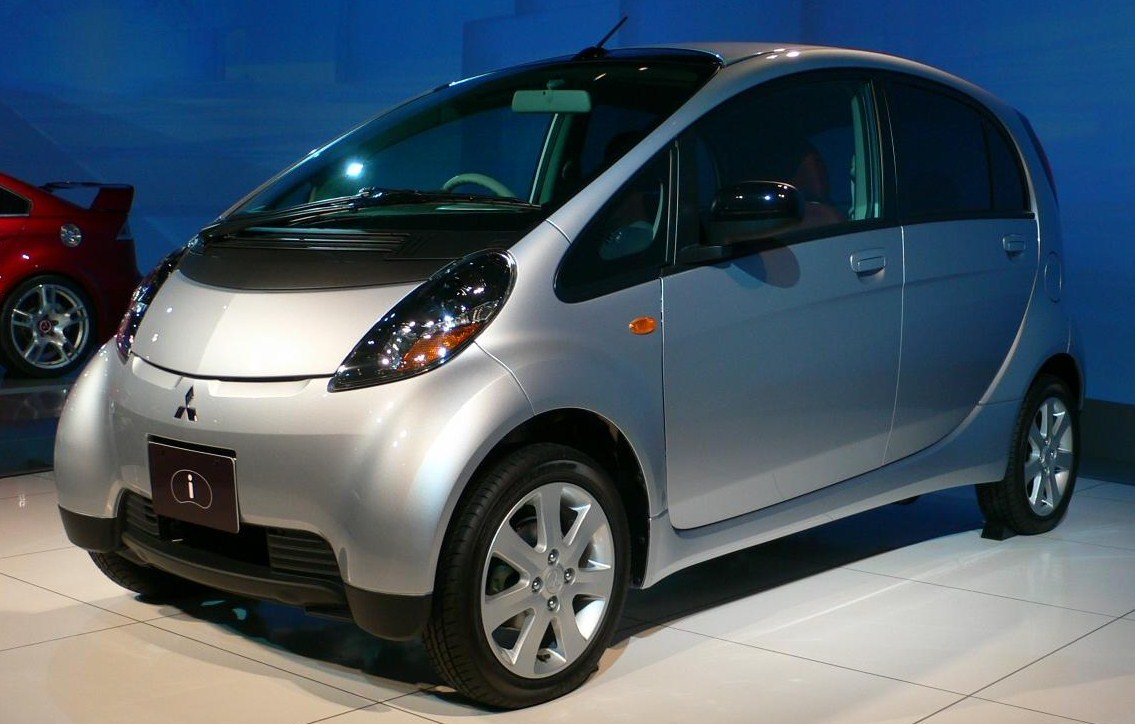
Mitsubishi i
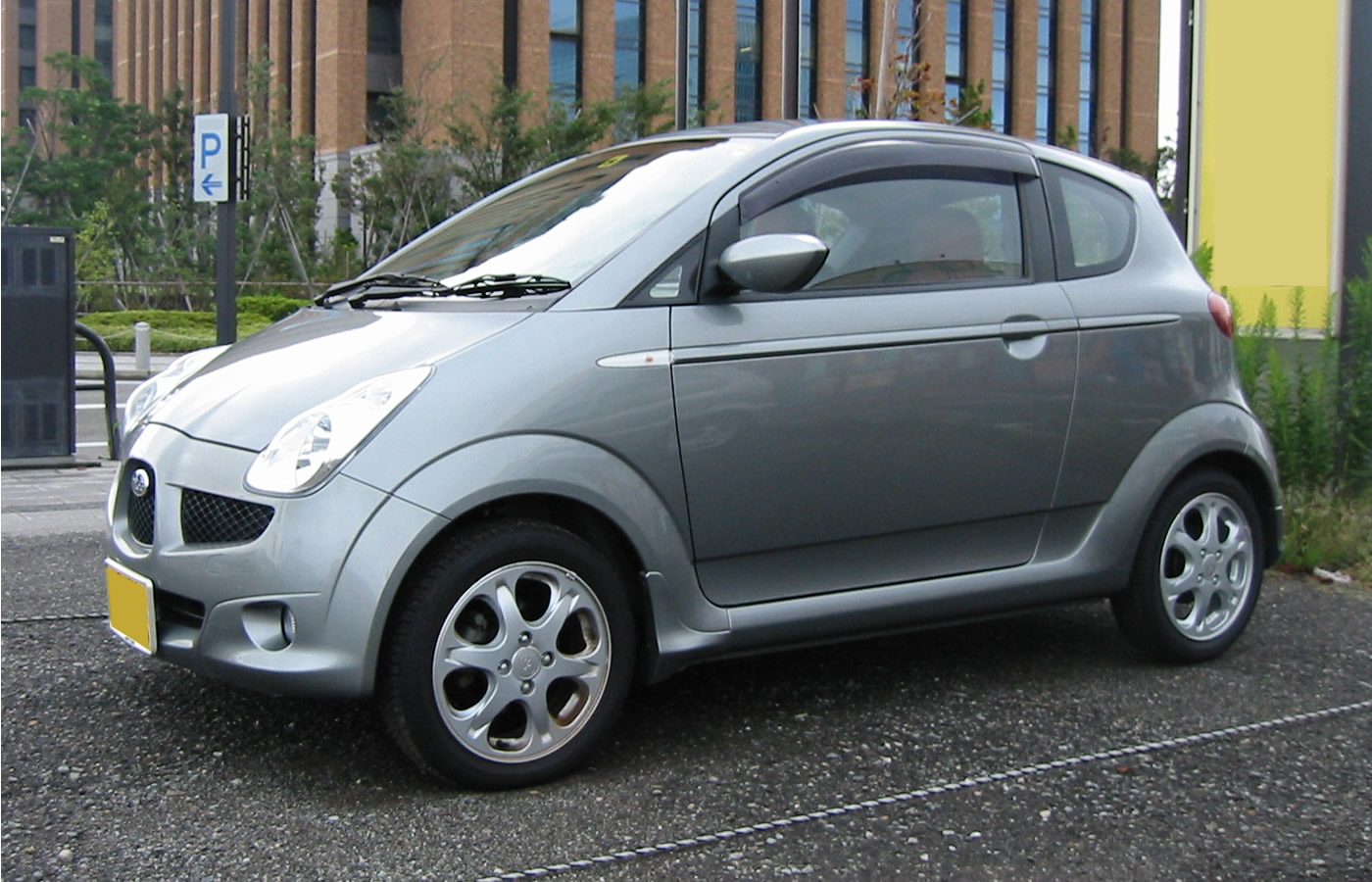
Subaru R1

### Comerciais
No japão muitos Kei truck (keitora) e microvans são usados para transporte de cargas.

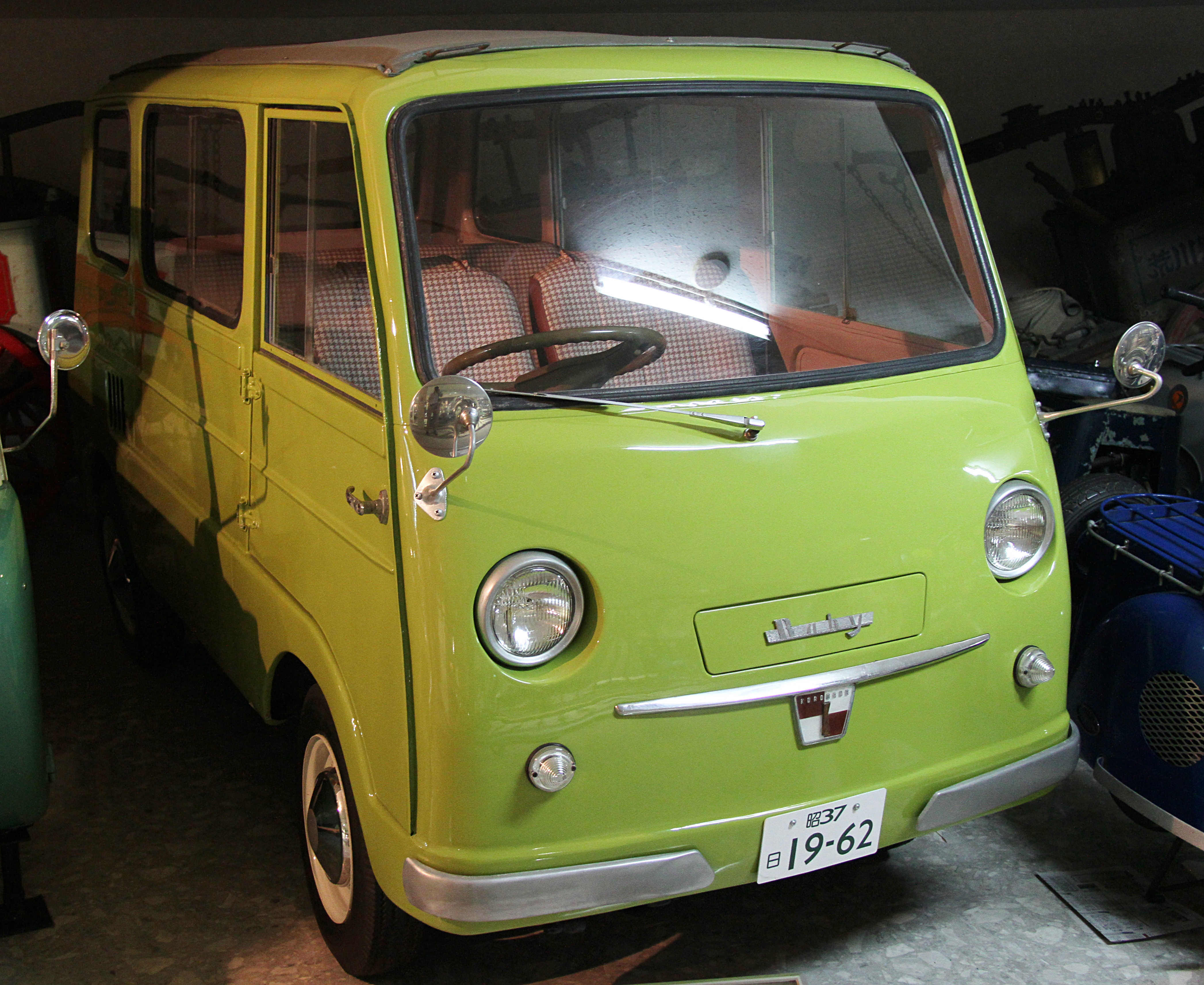
1962 Kurogane Baby
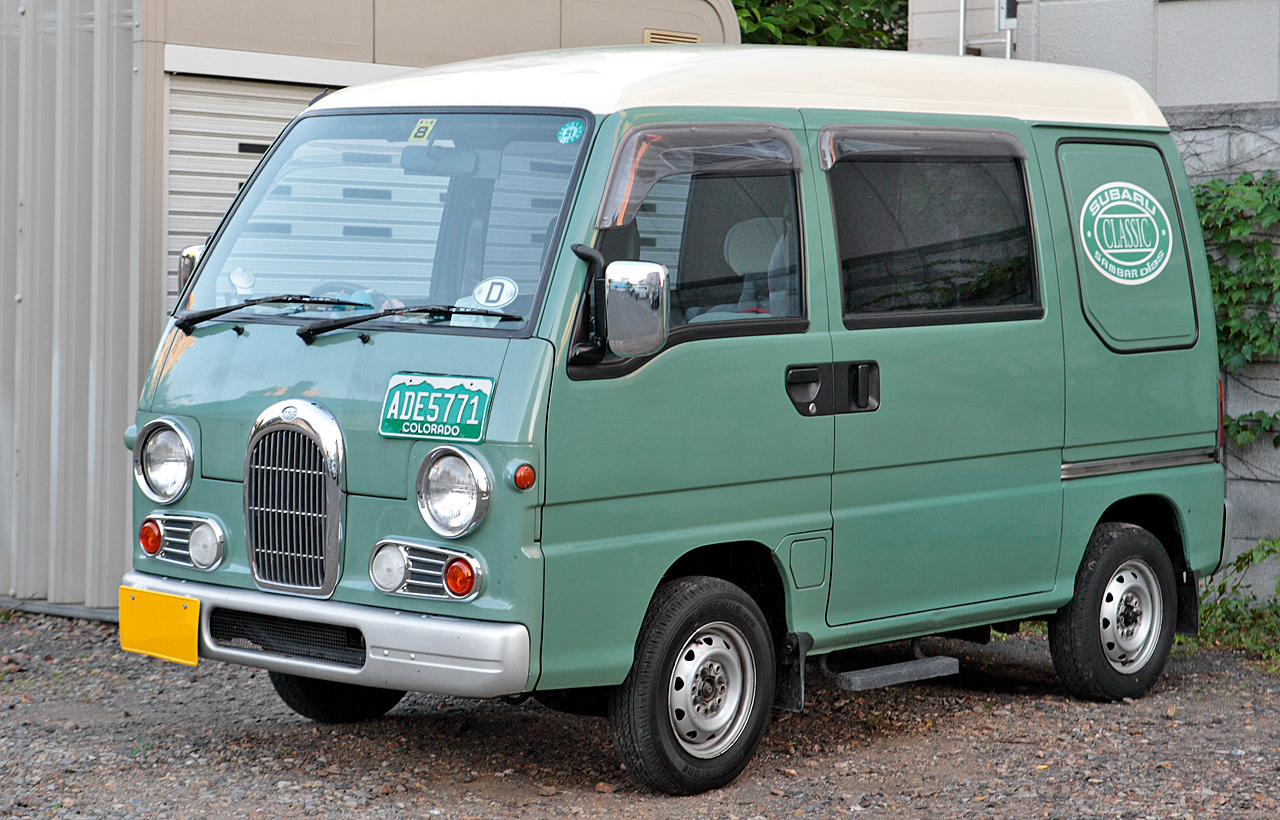
Subaru Sambar Dias
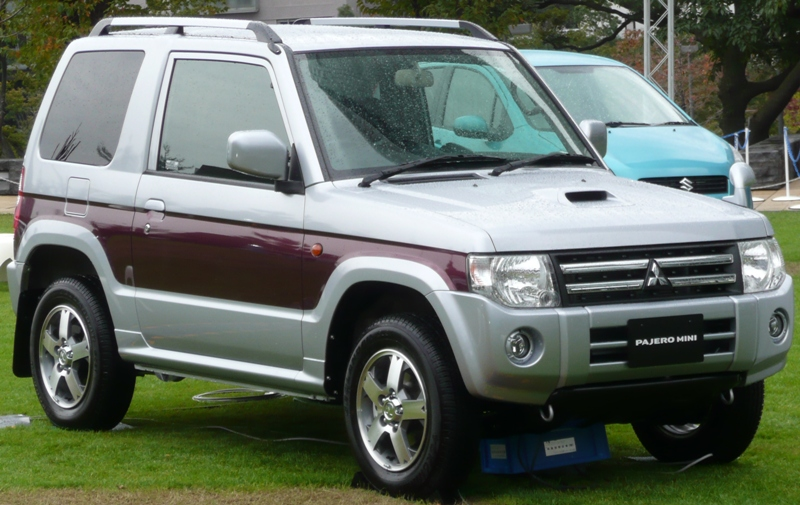
Mitsubishi Pajero mini
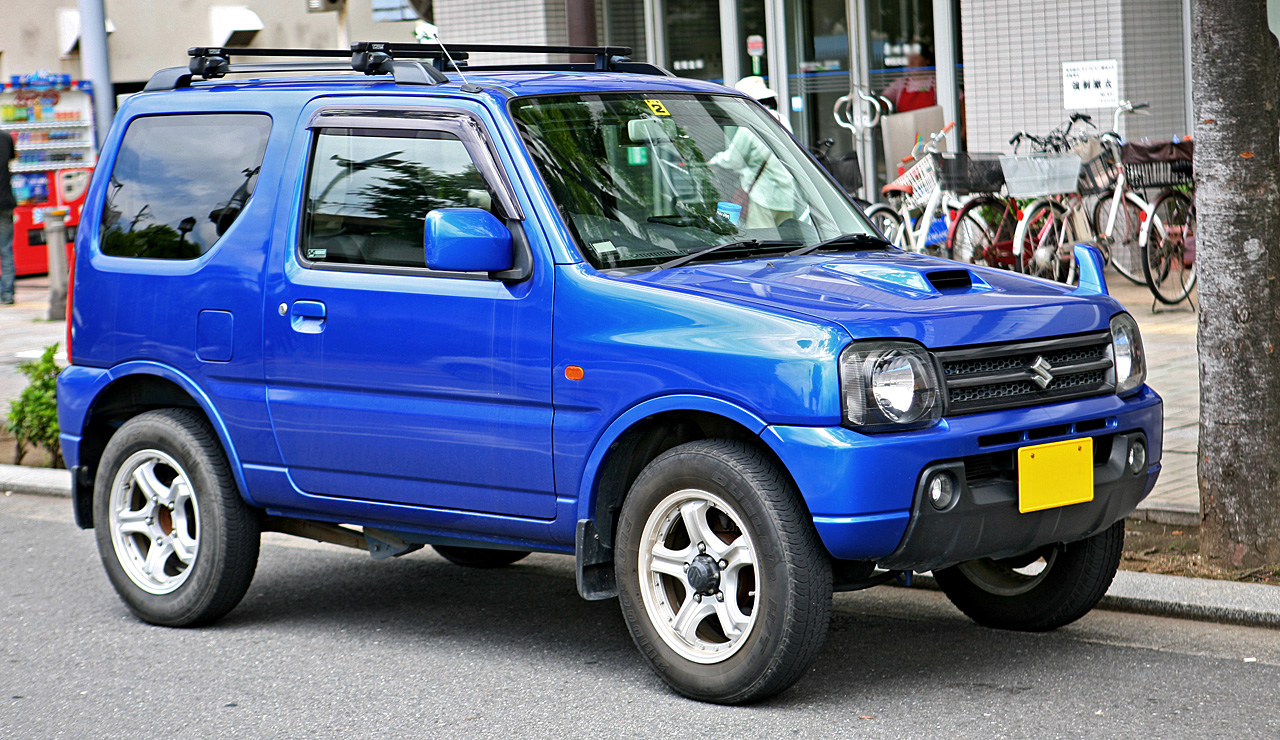
Suzuki Jimny
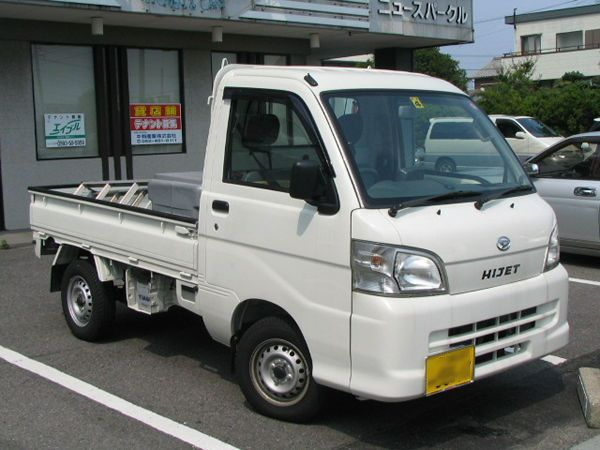
Daihatsu Hi-jet